# Centre des sciences de la mer Huntsman
Pour les articles homonymes, voir Huntsman.
Le Huntsman Marine Science Centre est un aquarium, une université et un institut océanographique situé dans la ville de Saint Andrews, au Nouveau-Brunswick.
Sur son campus se trouvent un aquarium, six résidences pour étudiants, trois laboratoires de biologie marine, un bateau de recherche, le W.B.Scott, trois serres et des laboratoires d'aquaculture.